# Colina (León)
La Colina es una montaña situada en el suroeste de provincia de León, en la comarca de la Cabrera. Separa la cuenca del Río Cabrera de la del Río Eria. Culmina a 1502 m. Divide los terrenos de los pueblos de Nogar, Corporales y Bahillo.